# .sv
.sv ist die länderspezifische Top-Level-Domain (ccTLD) des Staates El Salvador. Sie wurde am 4. November 1994 eingeführt und wird von der Universidad Centroamericana “José Simeón Cañas” verwaltet. Die Vergabestelle tritt öffentlich unter der Marke SVnet auf.

## Eigenschaften
Domains können nur von Personen oder Unternehmen aus El Salvador registriert werden, weshalb sie auf internationaler Ebene häufig von Treuhändern angeboten werden. Neben .sv gibt es zahlreiche Second-Level-Domains, die sich an bestimmte Gruppen richten:
- .edu.sv: Schulen und Universitäten
- .gob.sv: Behörden und Verwaltung
- .com.sv: kommerzielle Unternehmen
- .org.sv nicht-kommerzielle Organisationen
- .red.sv: staatliche Internet-/Netzwerkverwaltung

## Weblink
- Offizielle Website der Vergabestelle